# Johannes Voigtmann
Johannes Voigtmann (Eisenach 30 de septiembre de 1992) es un jugador alemán de baloncesto que pertenece a la plantilla del Bayern de Múnich de la Basketball Bundesliga. Con 2,11 metros de altura, ocupa la posición de ala-pívot o pívot. Es internacional absoluto con Alemania.

## Carrera
Voigtmann empezó jugando a balonmano en el ThSV Eisenach de su Eisenach natal. En el campamento de verano del TuS Jena comenzó luego su carrera como jugador de baloncesto. El entrenador del campus era Tino Stumpf un 2.11 como él. Se trasladó a la escuela de deportes en Jena. Sus primeros partidos los jugó con el equipo Sub-16 de Jena y luego con el equipo de la NBBL. Desde la temporada 2010-2011 entró en dinámica del equipo de la ProA del Science City Jena y pronto se quedó como jugador del primer equipo. 
En 2012, firmó un contrato de dos años con Skyliners Frankfurt que extendieron dos años más en 2014. 
En el verano de 2014, fue invitado al prestigioso campamento de baloncesto de Treviso, donde participan los mejores jóvenes talentos de Europa. Su desarrollo fue bueno y constante premiando a Voigtmann en la temporada 2014/2015 con los premios de "Mejor Jugador Sub-23" y de "Jugador Más Mejorado". También participó en el All-Star de 2015.
[actualizar]

### Selección nacional
En 2014 hizo su debut con la selección absoluta, jugando los partidos de clasificación para el Eurobasket 2015. Su primer partido fue un amistoso contra Italia en el que perdieron 91-59. 
Disputó el Eurobasket 2015 en Francia, el Eurobasket 2017 en Turquía y el Mundial 2019 en China.
En verano de 2021, fue parte de la selección absoluta alemana que participó en los Juegos Olímpicos de Tokio 2020, que quedó en octavo lugar.
En septiembre de 2022 disputó con el combinado absoluto alemán el EuroBasket 2022, donde ganaron el bronce, al vencer en la final de consolación a Polonia.
Durante agosto y septiembre de 2023 fue integrante de la selección de Alemania que participó en el Mundial de 2023 celebrado en Asia, y que ganó el oro, tras ganar la final ante Serbia.
Entre julio y agosto de 2024 fue parte de la selección absoluta de Alemania, que disputó los Juegos Olímpicos de París, finalizando en cuarta posición, tras perder la final de consolación ante Serbia.